# Paul Matthijs
Paul Matthijs (født 5. oktober 1976 i Paterswolde) er en hollandsk fodboldspiller, som lige i øjeblikket spiller for FC Groningen. Han spiller centralt på midtbanen.
Matthijs begyndte sin karriere hos amatørerne fra VV Actief. Den 20. august 1997 debuterede Paul Matthijs for FC Groningen hjemme mod FC Volendam (FC Groningen vandt 3-0). I den 80. minut bliver den blot 20-årige Paul Matthijs skiftet ind. Efter 3 sæsoner hos FC Groningen skifter Matthijs til AZ Alkmaar. Det blev ikke en stor succes, og allerede i 2001 skifter han tilbage til FC Groningen. Ved FC Groningen nåede han i 2005/2006 sæsonen Europæisk fodbold.